# Branson (Missouri)
Branson è un comune degli Stati Uniti d'America facente parte della Contea di Stone e di Taney nello stato del Missouri.
Nonostante la sua posizione piuttosto remota, la città è anche conosciuta come "la Las Vegas gestita da Ned Flanders", e conta più di 50 teatri, dove si tengono spettacoli anche permanenti. Tra questi Silver Dollar City, Branson Top Ops, l'Hollywood Wax Museums e il Dolly Parton's Stampede. Inoltre è possibile effettuare itinerari su veicoli anfibi grazie al Duck tour Operator Ride the Ducks.
Tra il 1954 ed il 1958 venne costruita nelle vicinanze di Branson la diga di Table Rock, che portò alla creazione di un invaso, il lago Table Rock.